# Draba incomta
Draba incomta är en korsblommig växtart som beskrevs av Christian von Steven. Draba incomta ingår i släktet drabor, och familjen korsblommiga växter. Inga underarter finns listade i Catalogue of Life.